# 徐力群
徐力群（1959年5月—），男，汉族，宁夏平罗人，中华人民共和国政治人物，曾任中共中卫市委副书记、市长，第十二届全国人民代表大会宁夏地区代表。中国社会科学院研究生院企业管理专业毕业。

## 生平
2008年当选为第十一届全国人大代表。2013年当选为第十二届全国人大代表。2015年1月，任宁夏回族自治区人大常委会秘书长。
2020年11月18日，寧夏回族自治區紀委監委宣布徐力群涉嫌嚴重違紀違法，正在接受紀律審查和監察調查。
2021年4月，徐力群被开除党籍和公职，将其涉嫌犯罪问题移送检察机关依法审查起诉，所涉案财物随案移送。